# South Hayling
South Hayling – osada w Anglii, w hrabstwie Hampshire, w dystrykcie Havant, na wyspie Hayling. Leży 8 km od miasta Havant. W 2011 miejscowość liczyła 15 485 mieszkańców. W 1931 roku civil parish liczyła 3254 mieszkańców.